# Charles de La Roncière
Pour les articles homonymes, voir La Roncière.
Ne doit pas être confondu avec Charles-Marie de La Roncière.
Charles de La Roncière, né le 24 octobre 1870 à Nantes et mort le 15 juin 1941 à Gourin, est un historien et bibliothécaire français.
Il a activement contribué au renouveau de l’histoire maritime en France.

## Biographie
Charles-Germain-Marie Bourel de La Roncière est le fils de Charles Eugène Victor Bourel de La Roncière et de Louise Emeline Rathouis (sœur du jésuite Charles Rathouis).
Il sort major de l'École des chartes, dans la promotion de 1892, avec une thèse sur la marine de Louis XI. Il devient ensuite pensionnaire de l’École française de Rome. À son retour en 1894, il entre à la Bibliothèque nationale, où il sert pendant quarante-cinq ans, au département des manuscrits d’abord, puis aux cartes et plans à partir de juillet 1909 et enfin aux imprimés à partir de novembre 1910. Sa première épouse meurt en juin 1904, à l'âge de 27 ans, et est inhumée au cimetière du Père-Lachaise. Il se remaria en 1910 à Jeanne Huet de la Bastière, qui mourut en 1971 et fut inhumée au cimetière du Père-Lachaise. 
Membre de l’Académie de marine, il la préside à partir de 1930. Membre du Comité des travaux historiques et scientifiques (section de géographie), vice-président de la Société d'histoire des colonies, membre du comité central de la Société de géographie, il obtient en 1901 et 1911, le prix Gobert de l'Académie des inscriptions et belles-lettres et en 1920 le grand prix Gobert de l’Académie française pour ses travaux d’histoire maritime. Retraité en juillet 1939, La Roncière est inhumé, à sa mort, au cimetière du Père-Lachaise.
Gendre de Maurice Raynaud, puis de Paul Huet de la Bastière (1847-1924), il est le père d'Arthur de La Roncière, en religion ; de Jean de La Roncière, polytechnicien, prisonnier de l'Oflag XVII-A ; d'Yves de La Roncière, en religion ; de François-Xavier de La Roncière, polytechnicien, mort pour la France en 1940 ; d'Anne-Marie de La Roncière, épouse du colonel Jean Martini, saint-cyrien ; de Monique de La Roncière, conservatrice à la Société de géographie et à la Bibliothèque nationale de France ; de Michel de La Roncière, saint-cyrien, colonel de cavalerie ; Marie-Cécile de La Roncière, sœur du purgatoire, docteur en droit canon. 

## Distinctions
- Officier de la Légion d'honneur
- Officier de l'Instruction publique

## Travaux

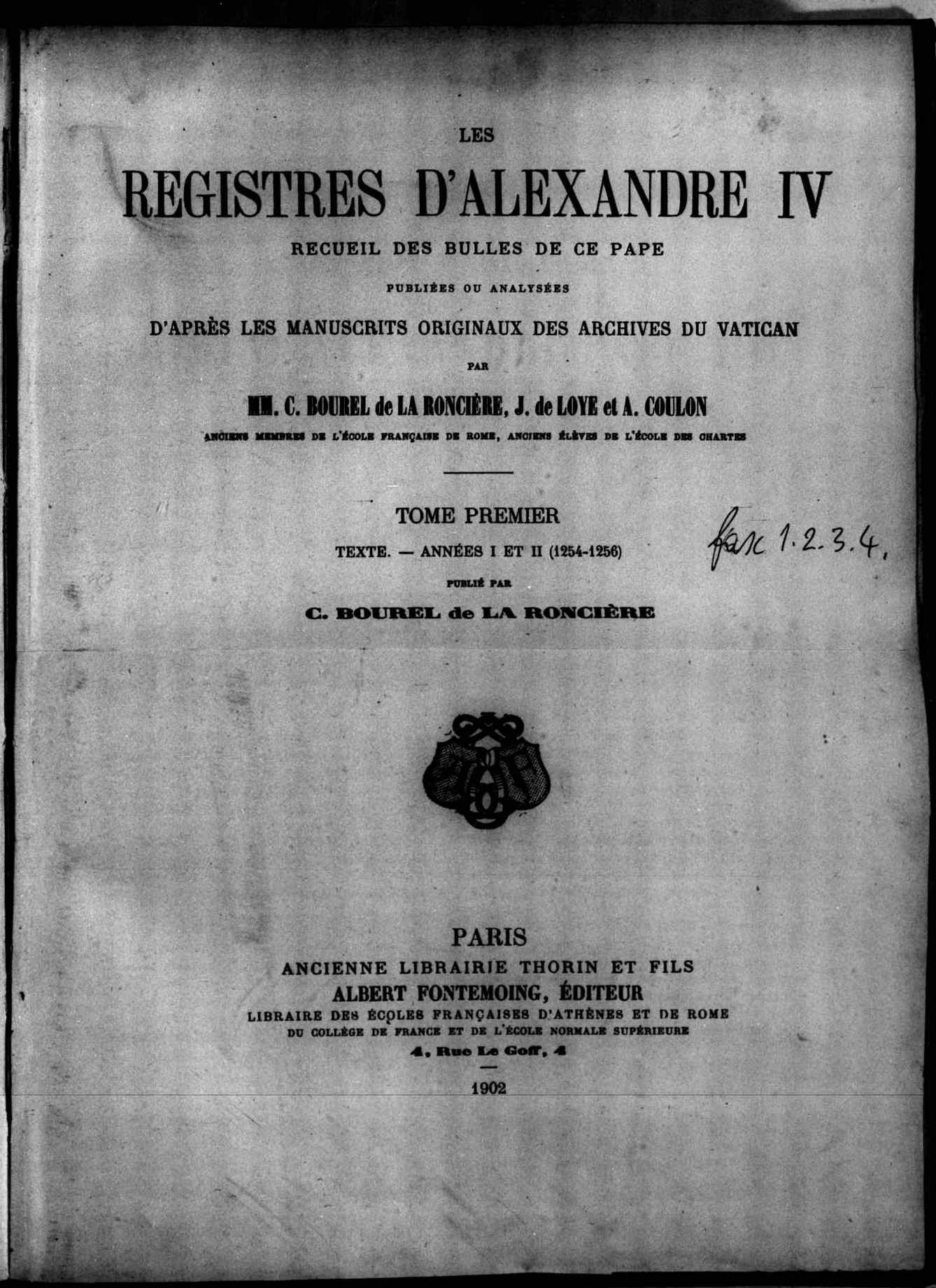
Les registres d'Alexandre IV, 1902

Son œuvre marque en France le renouveau des études d’histoire de la marine fort négligées pendant plusieurs décennies. Outre le Catalogue des 500 de Colbert à la Bibliothèque nationale, et celui des manuscrits des bibliothèques de la marine, on lui doit des biographies ; Jacques Cartier et la découverte de la Nouvelle-France (1931), Valbelle (1935), Bougainville (publié post-mortem en 1942) ; des travaux d’histoire coloniale : Une épopée canadienne (1930), Nègres et négriers (1933), Au fil du Mississippi (1935), une Histoire de la découverte de la Terre (1938) et des centaines d’articles consacrés à l’histoire de la marine et à celle de la géographie. 
Son travail le plus célèbre reste son Histoire de la marine française des origines à 1715 en 6 volumes publiée de 1899 à 1932. Selon Michel Vergé-Franceschi, cette œuvre « demeure irremplacée ». Elle est poursuivie par Georges Lacour-Gayet, autre grand historien maritime qui publie une Histoire de la marine de Louis XV et une Histoire de la marine de Louis XVI permettant de couvrir la période allant de 1715 à 1789.

## Publications
- Liste chronologique de ses œuvres.
- Histoire de la marine française, Paris, Plon-Nourrit et Cie imprimeurs-éditeurs, 1899, tome 1, Les origines, 1900, tome 2, La guerre de Cent Ans. Révolution maritime, 1906, tome 3, Les guerres d'Italie. Liberté des mers, 1910, tome 4, En quête d'un empire colonial. Richelieu, 1920, tome 5, La guerre de Trente Ans. Colbert, 1932, tome 6, Le crépuscule du grand règne. L'apogée de la guerre de course

Autres travaux
- Les registres d'Alexandre IV, vol. 1, Paris, A. Fontemoing, 1902 (lire en ligne)
- Mémoires de Philippe Prévost de Beaulieu-Persac, capitaine de vaisseau (1608-1610 et 1627), Paris, Librairie Renouard, 1913 (lire en ligne)
- Ce qu'ont fait en Amérique les Français depuis sa découverte jusqu'au percement de l'Isthme de Panama, Paris, Typographie Plon-Nourrit et Cie, 1915 (lire en ligne)
- Un tricentenaire. Un grand ministre de la marine, Colbert, Paris, Plon-Nourit et Cie imprimeurs-éditeurs, 1919 (lire en ligne)
- Le flibustier mystérieux : histoire d'un trésor caché, Paris, Le Masque, 1934
  - Le flibustier mystérieux : histoire d'un trésor caché, Paris, PNRG, 2016
- Nègres et Négriers, Paris, Éditions des Portiques, 1933.